# Thomas McNamara
Thomas Liam McNamara (West Nyack, 6 februari 1991) is een Amerikaans betaald voetballer die bij voorkeur als middenvelder speelt. Hij verruilde in 2015 Chivas USA voor New York City FC.

## Clubcarrière
McNamara werd in de MLS SuperDraft 2014 als twintigste gekozen door Chivas USA. Op 9 maart 2014 maakte hij tegen Chicago Fire zijn debuut voor de club. Hij maakte in diezelfde wedstrijd ook direct zijn eerste professionele doelpunt. McNamara miste het grootste deel van de competitie door een knieblessure. Het seizoen in 2014 was het laatste seizoen voor voetbalclub Chivas USA (de voetbalclub werd opgeheven), waarna McNamara voor 2015 tekende bij New York City FC. Op 28 maart 2015 keerde hij terug op het veld en maakte hij tegen Sporting Kansas City zijn debuut voor New York City.